# NGC 804
NGC 804 je čočková galaxie v souhvězdí Trojúhelníku. Její zdánlivá jasnost je 13,7m a úhlová velikost 1,4′ × 0,3′. Je vzdálená 241 milionů světelných let, průměr má 100 000 světelných let. Galaxii objevil 7. září 1885 Lewis A. Swift. Galaxie byla duplicitně katalogizována v Index Catalogue jako IC 1773.